# لانگلوه
لانگلوه (به آلمانی: Langeloh) یک منطقهٔ مسکونی در آلمان است که در اشنفردینگن واقع شده‌است. لانگلوه ۷۱۵ نفر جمعیت دارد.